# Remco Evenepoel
Remco Evenepoel (Aalst, 25 januari 2000) is een Belgisch wielrenner. Hij rijdt anno 2024 voor de Belgische wielerploeg Soudal Quick-Step. Als neoprof won hij in 2019 de Ronde van België, de Clásica San Sebastián en het Europees kampioenschap tijdrijden. In 2022 won hij met Luik-Bastenaken-Luik zijn eerste Monument en met de Ronde van Spanje zijn eerste Grote Ronde. Datzelfde jaar werd hij in Wollongong ook wereldkampioen op de weg.. Op 2 oktober 2022 werd hij ereburger van de gemeente Dilbeek. In 2023 won hij opnieuw Luik-Bastenaken-Luik en werd hij in Stirling wereldkampioen tijdrijden. Hij is de tweede wielrenner in de geschiedenis, na Abraham Olano, die zowel op de weg als in de individuele tijdrit wereldkampioen wist te worden. In 2024 op de Spelen van Parijs werd Evenepoel dubbel olympisch kampioen, hij won zowel de wegwedstrijd als de tijdrit. Hij is de eerste wielrenner in de geschiedenis die zowel nationaal, Europees, wereld- als olympisch kampioen tijdrijden wist te worden en daarnaast ook tijdritten in de drie grote wielerrondes (Giro, Tour en Vuelta) wist te winnen.

## Voetbalcarrière
Remco Evenepoel begon zijn carrière als voetballer op vijfjarige leeftijd bij RSC Anderlecht. Van zijn elfde tot en met zijn veertiende speelde hij vier seizoenen bij het Nederlandse PSV, waarna hij opnieuw de overstap maakte naar Anderlecht. In 2014 en 2015 speelde Evenepoel in totaal vier wedstrijden bij het nationale U15-elftal, in 2015 en 2016 speelde hij vijf wedstrijden bij de U16 van de Rode Duivels.
Nadat hij bij Anderlecht meerdere malen op de bank moest blijven zitten, verruilde hij begin 2017 paars-wit voor KV Mechelen. Daar hing hij vier maanden later zijn voetbalschoenen aan de haak.
| Jeugdinterlands van Remco Evenepoel | Jeugdinterlands van Remco Evenepoel | Jeugdinterlands van Remco Evenepoel | Jeugdinterlands van Remco Evenepoel | Jeugdinterlands van Remco Evenepoel | Jeugdinterlands van Remco Evenepoel |
| Team (№ interlands)                 | Datum                               | Wedstrijd                           | Uitslag                             | Soort wedstrijd                     | Doelpunten                          |
| Als speler bij RSC Anderlecht       | Als speler bij RSC Anderlecht       | Als speler bij RSC Anderlecht       | Als speler bij RSC Anderlecht       | Als speler bij RSC Anderlecht       | Als speler bij RSC Anderlecht       |
| ----------------------------------- | ----------------------------------- | ----------------------------------- | ----------------------------------- | ----------------------------------- | ----------------------------------- |
| Onder 15 (1.)                       | 11 november 2014                    | België – Nederland                  | 2 – 2                               | Vriendschappelijk                   |                                     |
| Onder 15 (2.)                       | 13 november 2014                    | Nederland – België                  | 3 – 1                               | Vriendschappelijk                   |                                     |
| Onder 15 (3.)                       | 17 februari 2015                    | Italië – België                     | 2 – 1                               | Vriendschappelijk                   | 66'                                 |
| Onder 15 (4.)                       | 19 februari 2015                    | Italië – België                     | 1 – 2                               | Vriendschappelijk                   |                                     |
| Onder 16 (1.)                       | 12 september 2015                   | België – Duitsland                  | 1 – 5                               | Vriendschappelijk                   |                                     |
| Onder 16 (2.)                       | 24 november 2015                    | Portugal – België                   | 3 – 3                               | Vriendschappelijk                   |                                     |
| Onder 16 (3.)                       | 26 november 2015                    | Portugal – België                   | 3 – 2                               | Vriendschappelijk                   |                                     |
| Onder 16 (4.)                       | 18 januari 2016                     | België – Griekenland                | 0 – 1                               | Vriendschappelijk                   |                                     |
| Onder 16 (5.)                       | 21 januari 2016                     | België – Verenigde Staten           | 0 – 2                               | Vriendschappelijk                   |                                     |

## Wielercarrière

### Jeugd
In april 2017 debuteerde Evenepoel in het wielrennen, de sport waarin zijn vader Patrick Evenepoel van 1991 tot 1994 prof was. In zijn eerste wedstrijd bij de junioren eindigde Evenepoel 71e, maar twee maanden later boekte hij meteen zijn eerste overwinning. Uiteindelijk sloot hij het seizoen 2017 af met 7 overwinningen, waaronder La Philippe Gilbert. Aan het einde van het seizoen was hij ook geselecteerd voor het wereldkampioenschap in het Noorse Bergen, maar daar moest hij na drie valpartijen opgeven.
In zijn tweede seizoen bij de junioren begon Evenepoel met winst in het clubkampioenschap te Rumst. Daarna won hij onder andere Kuurne-Brussel-Kuurne en de Guido Reybrouck Classic, alvorens hij zich begin mei tot Belgisch kampioen tijdrijden kroonde. Een week later schreef hij, na twee etappezeges, ook het eindklassement van de Vredeskoers voor junioren op zijn naam. Eind mei won hij een etappe en het eindklassement in de Trophée Centre Morbihan, en werd hij Belgisch kampioen op de weg.
In juli werd hij Europees kampioen tijdrijden voor junioren. Hij won voor landgenoot Ilan Van Wilder en de Italiaan Antonio Tiberi. Bij de beloftencategorie kon enkel Edoardo Affini zijn tijd verbreken. In de wegwedstrijd, twee dagen later, won Evenepoel met een voorsprong van bijna 10 minuten op de Zwitser Alexandre Balmer. Begin augustus won Evenepoel de derde etappe en het eindklassement van Aubel-Thimister-Stavelot. Een maand later schreef hij drie etappes en het eindklassement van de Giro della Lunigiana op zijn naam.

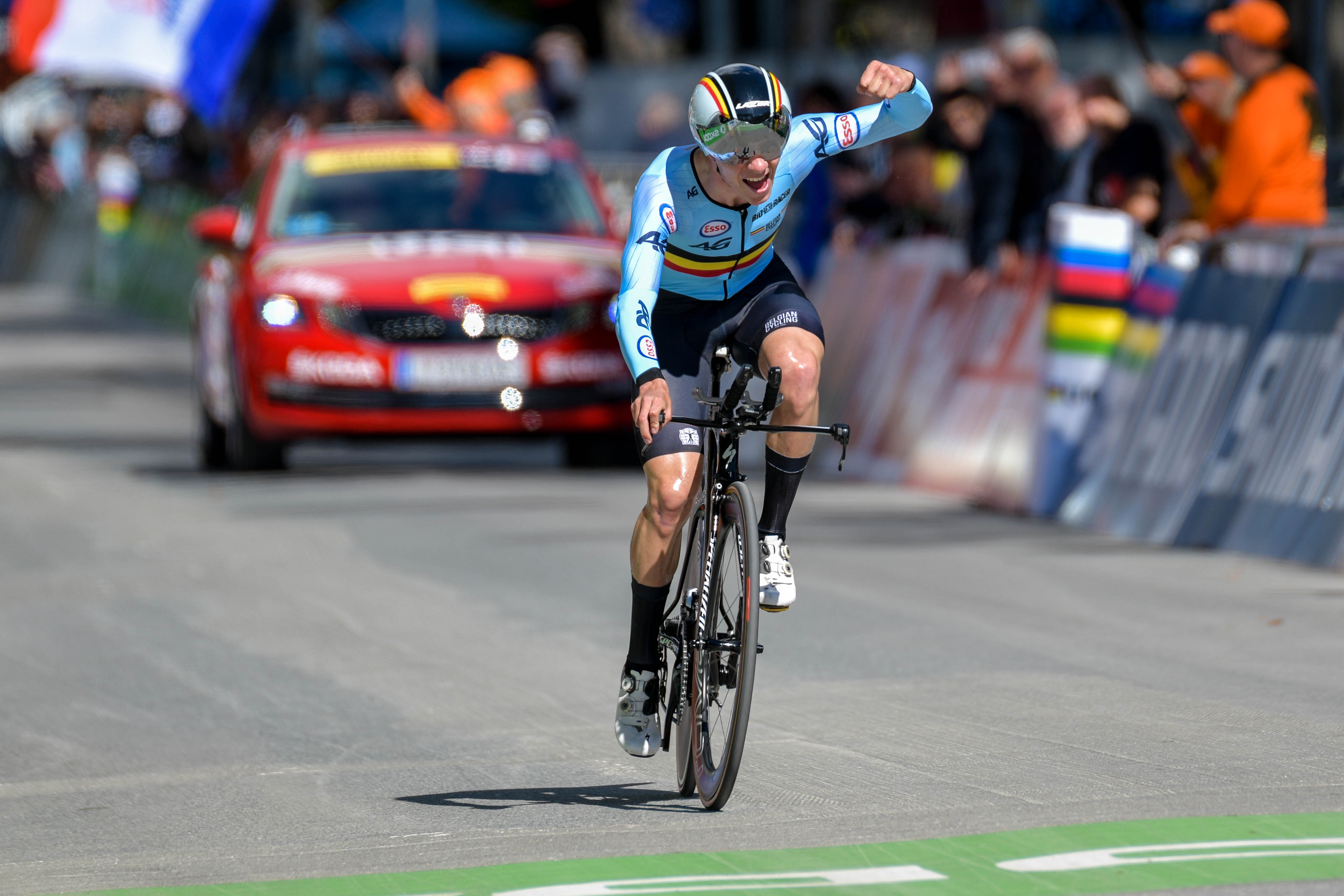
Evenepoel tijdens het WK tijdrijden voor junioren in 2018

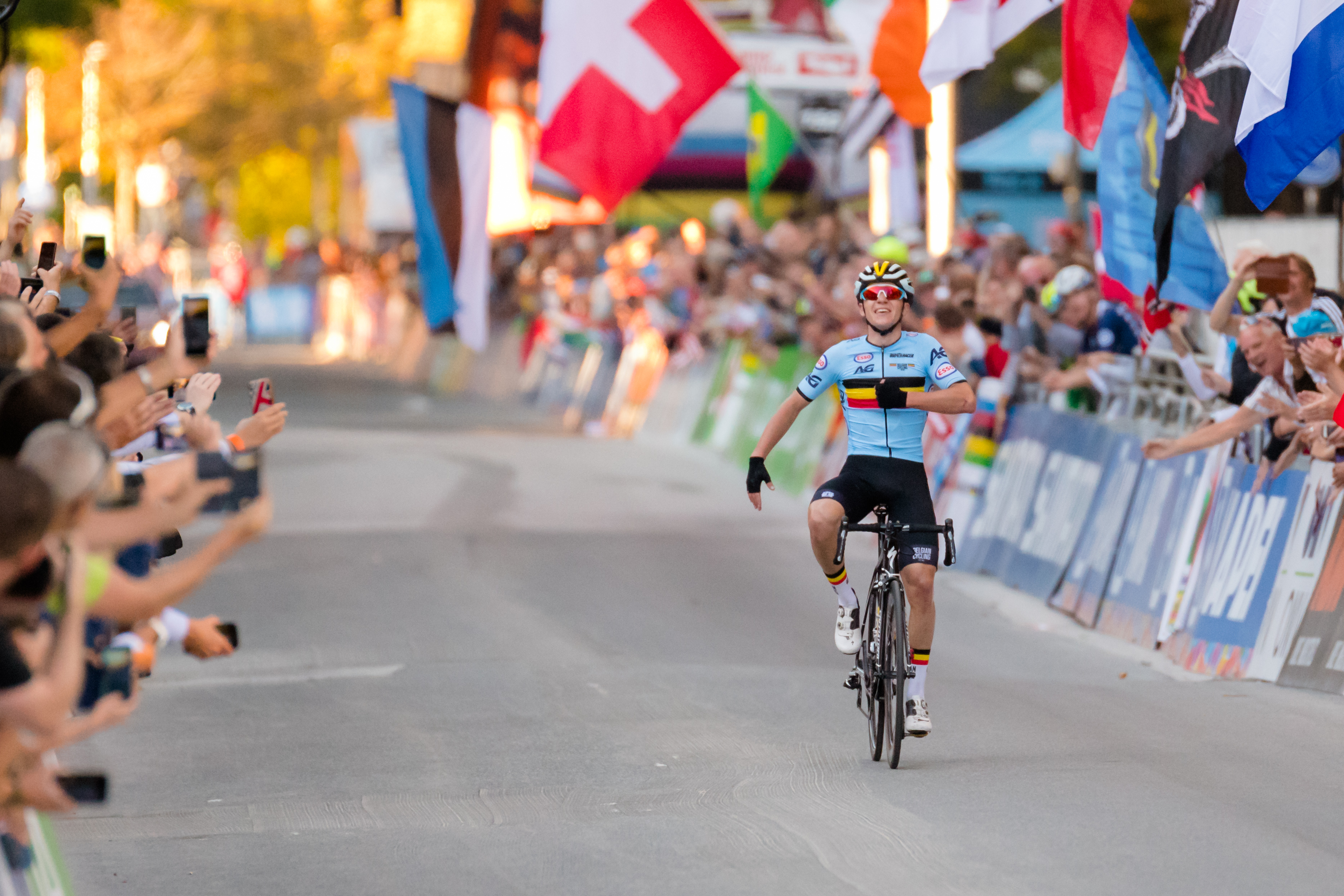
Evenepoel tijdens het WK op de weg voor junioren in 2018

Op 25 september werd Evenepoel wereldkampioen tijdrijden voor junioren in het Oostenrijkse Innsbruck. Hij klopte de Australiër Lucas Plapp met 1 minuut en 23 seconden, de grootste voorsprong ooit op een wereldkampioenschap tijdrijden voor junioren. De Italiaan Andrea Piccolo vervolledigde het podium.
Twee dagen later wist hij ook de wegrit te winnen, met anderhalve minuut voorsprong op de Duitser Marius Mayrhofer en de Italiaan Alessandro Fancellu. Evenepoel reed, nadat hij eerder vanwege materiaalpech een achterstand van bijna 2 minuten had goedgemaakt, op 20 kilometer van het einde weg en kwam solo over de finish. Hij was daarmee de eerste junior ooit die in hetzelfde jaar zowel het wereldkampioenschap tijdrijden als het wereldkampioenschap op de weg wist te winnen. Uiteindelijk sloot Evenepoel zijn seizoen af met 36 zeges en bracht zo zijn totaal op 43 zeges bij de junioren.

### 2019
In 2019 werd Evenepoel prof bij de Belgische wielerploeg Deceuninck–Quick-Step. Hij sloeg de beloftencategorie over en maakte op 27 januari als 19-jarige zijn profdebuut in de Ronde van San Juan. Hij maakte er meteen indruk en werd na de tweede etappe leider in het jongerenklassement. In de daaropvolgende derde etappe, een tijdrit over 12 kilometer, eindigde hij derde, zijn eerste podiumplek bij de profs. Uiteindelijk werd hij negende in het eindklassement en won hij het jongerenklassement met een voorsprong van 3 seconden op de Zwitser Gino Mäder.
Zijn World Tour-debuut maakte Evenepoel in de Ronde van de Verenigde Arabische Emiraten eind februari. Na vijftiende te zijn geworden in de eerste bergrit, moest hij in de vierde etappe opgeven door een valpartij. De daaropvolgende wedstrijden die hij reed waren Nokere Koerse, zijn profdebuut op Belgische bodem, en de Bredene Koksijde Classic. De eerstvolgende etappewedstrijd die hij reed, was de Ronde van Turkije in april. In de koninginnenrit deed hij een gooi naar de overwinning, maar werd hij uiteindelijk vierde. In het eindklassement eindigde hij eveneens als vierde.
Tijdens de koninginnenrit van de Ronde van Romandië was Evenepoel mee met de vlucht van de dag. In slechte weersomstandigheden ging hij mee tot de slotklim, maar toen Daniel Martin versnelde, moest hij lossen. In de afsluitende tijdrit werd hij vijftiende. In de Ronde van Noorwegen kwam Evenepoel tijdens de eerste etappe ten val. Op Twitter postte hij een foto van zijn gedeukte helm. "Deze helm heeft mijn leven gered", schreef hij erbij. "Nog eens het bewijs dat je er altijd een moet dragen." In de vijfde etappe trok hij samen met de Zwitser Marc Hirschi in de aanval. Pas op 4 kilometer van het einde werden ze gegrepen door het uitgedunde peloton.
Eind mei nam Evenepoel met zijn ploeg Deceuninck–Quick-Step deel aan de Hammer Series Stavanger. De ploeg won de tweede etappe, de Hammer Sprint, en eindigde zesde in het eindklassement. Twee weken later reed hij solo naar de zege in de klimwedstrijd van de Hammer Series Limburg. Hij reed op 29 kilometer van het einde weg van zijn medevluchters en hield aan de finish meer dan een minuut over op de eerste achtervolgers. Deceuninck–Quick-Step won ook de sprintwedstrijd en het eindklassement.
Op 13 juni behaalde Evenepoel tijdens de tweede etappe van de Ronde van België met aankomst in Zottegem zijn eerste individuele overwinning bij de profs. Op 12 kilometer van het einde trok hij in de aanval met werelduurrecordhouder Victor Campenaerts. Nadat die laatste in een linkse bocht onderuit ging, reed Evenepoel solo naar de winst. In de daaropvolgende dagen slaagde hij erin zijn leiderstrui te behouden en zo zijn eerste etappewedstrijd bij de profs te winnen.
Eind juli won hij de derde etappe van de Adriatica Ionica Race. Hij haalde het na een solo van iets meer dan 25 kilometer met 2 minuten voorsprong op zijn dichtste achtervolgers. Een week later werd hij de jongste winnaar ooit van een World Tour-wedstrijd door de Clásica San Sebastián te winnen. Enkel Victor Fastré en Georges Ronsse waren vóór de invoering van de World Tour jonger toen ze een grote eendagswedstrijd wonnen. Nog een week later werd hij Europees kampioen tijdrijden in Alkmaar. Hij was 18 seconden sneller dan de Deen Kasper Asgreen, tevens ploeggenoot bij Deceuninck–Quick-Step. Evenepoel droeg zijn overwinning op aan collega-wielrenner Bjorg Lambrecht, die drie dagen eerder was overleden tijdens de Ronde van Polen.
Op het wereldkampioenschap tijdrijden in Yorkshire eindigde hij als tweede na Rohan Dennis, de beste prestatie ooit voor België in de individuele tijdrit bij de elite mannen. Begin november verloor hij nipt de verkiezing van de Flandrien-Trofee, die werd gewonnen door Wout van Aert. Een maand later won hij wel de verkiezing voor de Kristallen Fiets. Hij werd daarna ook verkozen tot Sportman van het jaar.

### 2020
Het seizoen 2020 begon voor Evenepoel opnieuw met de Ronde van San Juan. In de derde etappe, een individuele tijdrit over 15 kilometer, was het meteen raak. Hij verpulverde de tegenstand en nam de leiderstrui over van Fernando Gaviria. Dankzij een vijfde plaats in de koninginnenrit richting de Alto Colorado kwam de eindzege daarna niet meer in gevaar. Evenepoel zette zijn sterk seizoensbegin verder in de Ronde van de Algarve, waar hij met een indrukwekkende versnelling bergop de tweede etappe op zijn naam schreef. Hij won ook de afsluitende tijdrit door 10 seconden sneller te rijden dan regerend wereldkampioen Rohan Dennis en verzekerde zich daarmee van de eindzege.
Als gevolg van de coronacrisis kon Evenepoel pas eind juli zijn seizoen voortzetten in de Ronde van Burgos. Na een tiende plaats in de openingsrit degradeerde hij de tegenstand in de derde etappe met aankomst op de Picón Blanco. Dankzij een derde plaats in de slotrit, na Iván Sosa en Mikel Landa, stelde Evenepoel de eindzege veilig. In de daaropvolgende Ronde van Polen won hij de vierde etappe na een solo van 50 kilometer, met bijna twee minuten voorsprong op eerste achtervolger Jakob Fuglsang. Aan de finish had hij voldoende tijd om het rugnummer van zijn ploegmaat Fabio Jakobsen, die in de eerste rit zwaar ten val was gekomen, omhoog te houden. In de afsluitende vijfde etappe kwam de eindzege van Evenepoel niet meer in gevaar, waardoor hij ook zijn vierde rittenkoers van het jaar winnend wist af te sluiten.
Midden augustus kwam zijn seizoen echter abrupt ten einde na een zware val in de Ronde van Lombardije, waar hij als grote favoriet gestart was. Evenepoel botste tijdens de afdaling van de Muro di Sormano tegen een muurtje en dook via de rand van een brug een ravijn in. Daar hield hij een bekkenbreuk en een bloeduitstorting aan zijn longen aan over.

### 2021
Door de val in de Ronde van Lombardije moest Evenepoel zijn seizoenstart noodgedwongen uitstellen. Op 8 mei begon hij zijn seizoen in de Ronde van Italië. Aanvankelijk reed Evenepoel mee voor het algemeen klassement, maar door de korte voorbereiding en het weinige koersritme zakte hij er in de loop van de tweede week door. Hierdoor gaf hij na de 17e etappe ook op.
Na de Ronde van Italië hervatte hij in de Baloise Belgium Tour, waar hij de tijdrit won en eindwinnaar werd. Op het BK tijdrijden werd Evenepoel tweede na ploegmaat Yves Lampaert. Ook werd hij derde op het BK op de weg. Zijn volgende doel was de Olympische Spelen, maar daar stelde hij zowel in de wegrit als in de tijdrit enigszins teleur. Toch bleef Evenepoel niet bij de pakken zitten en knoopte hij weer aan met twee etappezeges en de eindzege in de Ronde van Denemarken. Vervolgens won hij ook nog de Druivenkoers na een solo van 60 kilometer en twee dagen later triomfeerde hij in zijn thuiskoers, de Brussels Cycling Classic. Op het EK tijdrijden werd Evenepoel derde na Küng en Ganna, in de wegrit veroverde hij zilver.
Op het WK tijdrijden in eigen land werd Evenepoel knap derde na Ganna en Van Aert. Na het WK won hij de Coppa Bernocchi door met 2 minuten voorsprong aan te komen na een solo van 30 kilometer.

### 2022

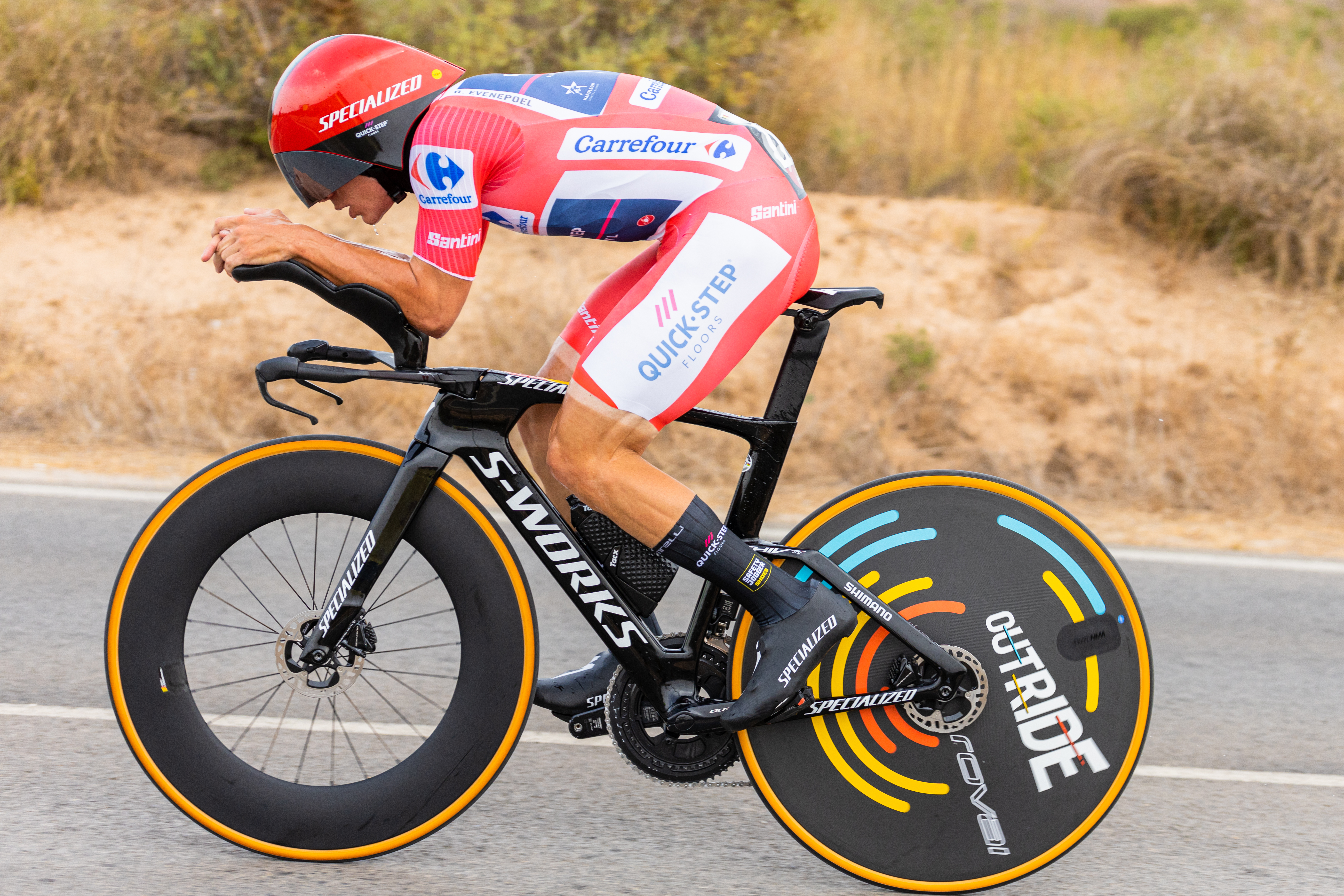
Evenepoel tijdens de 10e etappe van de Ronde van Spanje 2022

Evenepoel begon het seizoen in de Ronde van Valencia, waar hij meteen de openingsetappe wist te winnen door weg te rijden uit een elitegroep. Hij eindigde op een tweede plaats in het algemeen klassement, achter Aleksandr Vlasov. Zijn volgende wedstrijd was de Ronde van de Algarve. Door winst in de tijdrit op de vierde dag kon hij er voor de tweede keer het eindklassement in de wacht slepen. Na passages in de Tirreno-Adriatico en de Ronde van het Baskenland, reed Evenepoel met de Brabantse Pijl zijn eerste wedstrijd op Belgische bodem van het jaar. Hij reed 55 kilometer in de aanval met een kleine groep, maar moest zich uiteindelijk tevreden stellen met een zesde plaats. Op 24 april werd de 108e editie van Luik-Bastenaken-Luik verreden, hét hoofddoel van het voorjaar voor Evenepoel. De wedstrijd begon niet rooskleurig voor zijn ploeg met het wegvallen van medekopman Julian Alaphilippe, maar op La Redoute besloot Evenepoel zijn verschroeiende aanval in te zetten. Niemand kon zijn wiel volgen en zo won hij op 22-jarige leeftijd met Luik-Bastenaken-Luik zijn eerste Monument, na een solo van 29,6 kilometer met 48 seconden voorsprong op de nummer twee. Het was tevens zijn eerste deelname aan deze wielerklassieker. Hij werkte de 257,1 kilometer af met een gemiddelde snelheid van 41,397 kilometer per uur, wat de snelste editie in de geschiedenis van La Doyenne was.
Een maand later stond Evenepoel aan de start van de Ronde van Noorwegen. Hij was er heer en meester en won drie etappes én het eindklassement. Twee dagen later stond hij alweer aan de start van Gullegem Koerse, de thuiskoers van zijn ploeg Quick Step-Alpha Vinyl. Op 11 kilometer van de streep liet hij de kopgroep achter en won hij opnieuw met sprekend gemak. Tijdens de Ronde van Zwitserland kon hij zijn gewenste niveau niet halen, maar kon hij de rittenkoers toch positief afsluiten met winst in de tijdrit. Hij werd elfde in het eindklassement. Zijn tijdritvorm zat goed en dat kon hij etaleren door vier dagen later ploegmaat Yves Lampaert te verslaan op het Belgisch kampioenschap tijdrijden.
Na de Belgische kampioenschappen begon hij aan de voorbereiding van de Ronde van Spanje, zijn grote doel van de zomer. Na weken van maniakale voorbereiding wou hij wedstrijdritme opdoen in de Clásica San Sebastián. Na een fenomenale solo van meer dan 40 kilometer schreef hij deze wedstrijd voor de tweede maal op zijn palmares. Door deze overwinning startte hij op 19 augustus aan zijn eerste Ronde van Spanje als een van de favorieten voor de eindzege. Zelf verlaagde hij deze verwachtingen met als persoonlijk doel om een of meer etappes te winnen en een goed klassement te rijden. Al na de 6e etappe veroverde Evenepoel de rode trui, tevens zijn eerste leiderstrui in een Grote Ronde. Op de 10e dag mocht Evenepoel in de rode leiderstrui als laatste starten aan de individuele tijdrit. Hij reed een verbluffende tijdrit en won met 48 seconden voorsprong op regerend olympisch kampioen tijdrijden Primož Roglič en 1 minuut en 51 seconden op Enric Mas, zijn twee dichtste belagers. Dit was zijn eerste etappezege in een Grote Ronde. Door de naweeën van een val verloor hij enkele seconden tijdens het zware weekend van de tweede week, maar hij kon de slotweek starten met nog steeds een zeer ruime voorsprong. Na het letterlijke wegvallen van Primož Roglič kwam zijn voorsprong niet meer in gedrang tijdens deze laatste week, in de 18e etappe met een aankomst bergop breidde hij zijn voorsprong zelfs uit door Enric Mas te verslaan. Hiermee won hij zijn eerste etappe in lijn in een Grote Ronde. Op zondag 11 september won Evenepoel zijn eerste Grote Ronde en werd hij 44 jaar na Johan de Muynck de volgende Grote Rondewinnaar voor België.
Twee weken later schreef hij in Wollongong ook het WK op de weg op zijn naam. Na een indrukwekkende solo van 25 kilometer won hij met een voorsprong van 2 minuten en 21 seconden op de groep der favorieten. Hij volgde daarmee Philippe Gilbert op als laatste Belgische wereldkampioen en werd nog maar de vierde renner die erin slaagde om in hetzelfde jaar een Monument, een Grote Ronde en het WK te winnen. Alfredo Binda (1927), Eddy Merckx (1971) en Bernard Hinault (1980) gingen hem voor.

### 2023
Na een hoogtestage ter voorbereiding van de Ronde van Italië, reed Evenepoel op zondag 23 april zijn enige Monument van het voorjaar in Luik. Na het vroegtijdige wegvallen van zijn grote concurrent Tadej Pogačar nam zijn ploeg het voortouw om de koers hard te maken. Toen zijn laatste ploegmaat het peloton had uitgedund en op een lint had getrokken, versnelde hij op dertig kilometer van de meet. Zo won Evenepoel voor de tweede maal Luik-Bastenaken-Luik.
In de Ronde van Italië 2023 startte Evenepoel voortvarend met winst in de eerste en de negende etappe, beiden een tijdrit. Telkens veroverde hij de roze trui erbij. Helaas kwam na die tweede etappezege het bericht dat Evenepoel moest opgeven vanwege een positieve coronatest. De opgave in de Giro had nog een bittere nasmaak nadat La Gazetta Dello Sport valse beschuldigingen de wereld in stuurde. Zo beweerde de gerenommeerde Italiaanse sportkrant dat de positieve coronatest van Evenepoel opgezet spel zou geweest zijn, aangezien hij de enige van de volledige ploeg was met een coronabesmetting. Enkele dagen later verlieten nog 4 renners van Soudal Quick-Step de Giro omwille van corona, en dit betekende ook meteen het weerleggen van de beschuldigingen.
Op 11 augustus won Evenepoel het wereldkampioenschap tijdrijden in Stirling. Hij was de eerste Belg in de wielerhistorie die dit presteerde en de jongste winnaar ooit in het 29-jarig bestaan van dit kampioenschap. De wereldkampioen legde de 47,8 kilometer af in 55'19" met een gemiddelde van meer dan 51 km/uur. De Italiaan Filippo Ganna en de Brit Joshua Tarling completeerden het erepodium.

### 2024
Op 4 april kwam Evenepoel zwaar ten val in de vierde rit van de Ronde van het Baskenland. Tijdens een afdaling op dertig kilometer van de eindstreep ging de Belg als een van vele renners uit de bocht en smakte hard op de grond, waarbij hij zijn rechtersleutelbeen en -schouderblad brak.
In zijn eerste Ronde van Frankrijk behaalde Evenepoel enkele mooie resultaten. Hij won op 5 juli de zevende etappe, een tijdrit van 25,3 km, en op 21 juli eindigde de Belg de Ronde in Nice als overwinnaar in het jongerenklassement. Daarnaast stond Evenepoel op het podium van de gele trui als derde in het algemeen klassement, na Jonas Vingegaard en winnaar Tadej Pogačar. Op de daaropvolgende Olympische Spelen in Parijs won hij twee gouden medailles. De eerste was door de individuele tijdrit voor Filippo Ganna en Wout van Aert te winnen. De tweede was door de wegwedstrijd te winnen, waarin hij alleen over de eindstreep kwam met 1 minuut 11 seconden voorsprong op de Fransman Valentin Madouas en 1 minuut 16 seconden op een andere Fransman Christophe Laporte. Dit ondanks een lekke band in de laatste kilometers. Remco werd hierdoor de eerste mannelijke wielrenner ooit die deze dubbel verwezenlijkte. Op zijn 24 jaar had hij, met uitzondering van de Europese titel op de weg bij de profs, alle kampioenschappen in het wegwielrennen en in het individueel tijdrijden gewonnen, zowel bij de junioren als bij de profs. Ook dit had nog geen enkele mannelijke wielrenner hem ooit voorgedaan.

## Palmares

### Jeugd
| Trui                    | Kampioenschap                              | Jaar |
| ----------------------- | ------------------------------------------ | ---- |
| Belgische kampioenstrui | Belgisch kampioenschap tijdrijden junioren | 2018 |
| Belgische kampioenstrui | Belgisch kampioenschap op de weg junioren  | 2018 |
| Europese kampioenstrui  | Europees kampioenschap tijdrijden junioren | 2018 |
| Europese kampioenstrui  | Europees kampioenschap op de weg junioren  | 2018 |
| Regenboogtrui           | Wereldkampioenschap tijdrijden junioren    | 2018 |
| Regenboogtrui           | Wereldkampioenschap op de weg junioren     | 2018 |

### Profzeges
2019 - 12 zeges
- Jongerenklassement Ronde van San Juan
- Hammer Sprint Stavanger (geen individuele zege)
- Hammer Climb Limburg (geen individuele zege)
- Hammer Sprint Limburg (geen individuele zege)
- Hammer Series Limburg (geen individuele zege)
- 2e etappe Ronde van België
- Eind- en puntenklassement Ronde van België
- 3e etappe Adriatica Ionica Race
- Criterium van Aalst (geen UCI-zege)
- Clásica San Sebastián
- Dernycriterium van Putte (geen UCI-zege)
- Europees kampioenschap tijdrijden
- Criterium van Oostrozebeke (geen UCI-zege)

2020 - 9 zeges
- 3e etappe (ITT) Ronde van San Juan
- Eind- en jongerenklassement Ronde van San Juan
- 2e en 5e (ITT) etappe Ronde van de Algarve
- Eind- en jongerenklassement Ronde van de Algarve
- 3e etappe Ronde van Burgos
- Eind- en jongerenklassement Ronde van Burgos
- 4e etappe Ronde van Polen
- Eindklassement Ronde van Polen

2021 - 8 zeges
- 2e etappe (ITT) Ronde van België 2021
- Eindklassement Ronde van België
- 3e en 5e (ITT) etappe Ronde van Denemarken
- Eind- en jongerenklassement Ronde van Denemarken
- Druivenkoers Overijse
- Brussels Cycling Classic
- Coppa Bernocchi

2022 - 16 zeges
- 1e etappe Ronde van Valencia
- Jongerenklassement Ronde van Valencia
- 4e etappe (ITT) Ronde van de Algarve
- Eind- en jongerenklassement Ronde van de Algarve
- Jongerenklassement Ronde van het Baskenland 2022
- Luik-Bastenaken-Luik
- 1e, 3e en 5e etappe Ronde van Noorwegen
- Eind- en jongerenklassement Ronde van Noorwegen
- Gullegem Koerse (geen UCI-zege)
- 8e etappe (ITT) Ronde van Zwitserland
- Belgisch kampioen tijdrijden
- Clásica San Sebastián
- 10e (ITT) en 18e etappe Ronde van Spanje
- Eind- en jongerenklassement Ronde van Spanje
- Wereldkampioen op de weg

2023 - 14 zeges
- 2e etappe (TTT) Ronde van de VAE
- Eind- en jongerenklassement Ronde van de VAE
- 3e en 7e etappe Ronde van Catalonië 2023
- Berg- en jongerenklassement Ronde van Catalonië
- Luik-Bastenaken-Luik
- 1e (ITT) en 9e etappe (ITT) Ronde van Italië
- 7e etappe Ronde van Zwitserland
- Belgisch kampioen op de weg
- Clásica San Sebastián
- Wereldkampioen tijdrijden
- 3e, 14e en 18e etappe Ronde van Spanje
- Bergklassement Ronde van Spanje
- Prijs van de strijdlust Ronde van Spanje

2024 - 9 zeges
- Figueira Champions Classic
- 4e etappe (ITT) Ronde van de Algarve
- Eindklassement Ronde van de Algarve
- 8e etappe Parijs-Nice
- Punten- en bergklassement Parijs-Nice
- 4e etappe (ITT) Critérium du Dauphiné
- 7e etappe (ITT) Ronde van Frankrijk
- Jongerenklassement Ronde van Frankrijk
- Olympisch kampioen tijdrijden
- Olympisch kampioen op de weg
- Wereldkampioen tijdrijden

2025 - 5 zeges
- Brabantse Pijl
- 5e etappe (ITT) Ronde van Romandië
- 4e etappe (ITT) Critérium du Dauphiné
- Belgisch kampioen tijdrijden
- 5e etappe (ITT) Ronde van Frankrijk

Totaal: 72 zeges (waarvan 64 individuele UCI-zeges)

### Resultaten in voornaamste wedstrijden
| Jaar | Ronde van Italië | Ronde van Frankrijk | Ronde van Spanje |
| ---- | ---------------- | ------------------- | ---------------- |
| 2019 |                  |                     |                  |
| 2020 |                  |                     |                  |
| 2021 | opgave           |                     |                  |
| 2022 |                  |                     | ↑ (2)            |
| 2023 | opgave (2)       |                     | 12e (3)          |
| 2024 |                  | ↑ (1)               |                  |
| 2025 |                  | opgave (1)          |                  |

| Jaar | Amstel Gold Race | Luik-Bast.‑Luik | Ronde van Lombardije | Brabantse Pijl | Waalse Pijl | Clásica San Sebastián |  | WK op de weg |  | Wereldranglijsten |
| ---- | ---------------- | --------------- | -------------------- | -------------- | ----------- | --------------------- |  | ------------ |  | ----------------- |
| 2019 |                  |                 |                      |                |             | ↑                     |  | opgave       |  | 39e (UWR)         |
| 2020 |                  |                 | opgave               |                |             |                       |  |              |  | 20e (UWR)         |
| 2021 |                  |                 | 19e                  |                |             |                       |  | 62e          |  | 14e (UWR)         |
| 2022 |                  | ↑               |                      | 6e             | 43e         | ↑                     |  | ↑            |  | (UWR)             |
| 2023 |                  | ↑               | 9e                   |                |             | ↑                     |  | 25e          |  | (UWR)             |
| 2024 |                  |                 | ↑                    |                |             |                       |  | 5e           |  | (UWR)             |
| 2025 | ↑                | 59e             |                      | ↑              | 9e          |                       |  |              |  |                   |

### Resultaten in kleinere rondes
| Jaar | Ronde van de VAE | Parijs-Nice | Tirreno-Adriatico | Ronde van Catalonië | Ronde van het Baskenland | Critérium du Dauphiné | Ronde van Romandië | Ronde van Zwitserland | Ronde van Polen |
| 2019 | opgave           |             |                   |                     |                          |                       | 76e                |                       |                 |
| 2020 |                  |             |                   |                     |                          |                       |                    |                       | ↑ (1)           |
| 2021 |                  |             |                   |                     |                          |                       |                    |                       |                 |
| 2022 |                  |             | 11e               |                     | 4e                       |                       |                    | 11e (1)               |                 |
| 2023 | ↑                |             |                   | ↑ (2)               |                          |                       |                    | ↑ (1)                 |                 |
| 2024 |                  | ↑ (1)       |                   |                     | opgave                   | 7e (1)                |                    |                       |                 |
| 2025 |                  |             |                   |                     |                          | 4e (1)                | 5e (1)             |                       |                 |

(*) tussen haakjes aantal individuele etappeoverwinningen

## Ploegen
- 2019 –  Deceuninck–Quick-Step
- 2020 –  Deceuninck–Quick-Step
- 2021 –  Deceuninck–Quick-Step
- 2022 –  Quick Step-Alpha Vinyl
- 2023 –  Soudal Quick-Step
- 2024 –  Soudal Quick-Step
- 2025 –  Soudal Quick-Step

## Onderscheidingen
- Beste jongere Kristallen Fiets: 2018[45]
- Sportbelofte van het jaar: 2018[46]
- Kristallen Fiets: 2019[28], 2022[47], 2023[48], 2024[49][50]
- Sportman van het jaar: 2019[29], 2022, 2023, 2024[51]
- Flandrien-Trofee: 2022, 2024[52]
- Nationale trofee voor sportverdienste: 2022
- Vélo d'Or: 2022[53]
- Vlaamse Reus: 2022[54]
- Vlaams Sportjuweel: 2022

Een standbeeld op de berg Fóia in Portugal is gebaseerd op de overwinning van Evenepoel in etappe 2 van de Ronde van de Algarve 2020.

## Privéleven
Op 7 oktober 2022 trouwde Evenepoel op 22-jarige leeftijd met de Belgische leeftijdsgenote en jeugdliefde Oumi Rayane in Dilbeek. In december 2024 was hij betrokken in een zware val op training, waar hij breuken opliep in zijn rechterschouderblad en rechterhand, kneuzingen aan beide longen en een luxatie van het sleutelbeen. Bij zijn revalidatie heeft zijn echtgenote naar eigen zeggen ervoor gezorgd dat hij bleef verder gaan met zijn wielercarrière.
1982 Annie Lambrechts · 1983 Eddy Annys · 1984 Ingrid Berghmans · 1985 niet uitgereikt · 1986 William Van Dijck · 1987 Wim Van Belleghem · 1988 Robert Van de Walle · 1989 niet uitgereikt · 1990 Ulla Werbrouck · 1991 Sabine Appelmans · 1992 Annelies Bredael · 1993 Gella Vandecaveye · 1994 Brigitte Becue · 1995 Fred Deburghgraeve · 1996 Luc Van Lierde · 1997 Stefan Everts · 1998 Sven Nys · 1999 Marleen Renders · 2000 Filip Meirhaeghe · 2001 Kim Clijsters · 2002 Kim Gevaert · 2003 Benny Vansteelant · 2004 Gino De Keersmaeker · 2005 Kathleen Smet · 2006 Tia Hellebaut · 2007 estafetteploeg 4x100m dames · 2008 Kenny De Ketele · 2009 Tom Goegebuer · 2010 Cédric Van Branteghem · 2011 Evi Van Acker · 2012 Hans Van Alphen and Marieke Vervoort · 2013 Frederik Van Lierde · 2014 Bart Swings · 2015 Jaouad Achab · 2016 Peter Genyn · 2017 Seppe Smits · 2018 Nina Derwael · 2019 Emma Meesseman · 2020 niet uitgereikt · 2021 Belgische hockeyploeg (mannen) · 2022 Remco Evenepoel  · 2023 Lotte Kopecky
1928 Louis Crooy en Victor Groenen · 1929 Georges Ronsse · 1930 Hyacinthe Roosen · 1931 René Milhoux en Jules Tacheny · 1933 Jef Scherens · 1934 Union Sint-Gillis · 1935 Arnold de Looz-Corswarem · 1936 Ernest Demuyter · 1937 Joseph Mostert · 1938 Hubert Carton de Wiart · 1939 Henry de Menten de Horne · 1940 Fernande Caroen · 1941 Jan Guilini · 1942 Pol Braekman · 1943 Albert de Ligne · 1944 niet toegekend · 1945 vliegend personeel van de Belgische sectie van de Royal Air Force · 1946 Gaston Reiff · 1947 Micheline Lannoy en Pierre Baugniet · 1948 Etienne Gailly · 1949 Feru Moulin · 1950 Briek Schotte · 1951 Johny Claes en Jacques Ickx · 1952 André Noyelle · 1953 bemanning van het jacht Omoo (zeilsport) · 1954 Adolf Verschueren · 1955 Roger Moens · 1956 Gilberte Thirion · 1957 Jacky Brichant en Philippe Washer · 1958 René Baeten · 1959 Belgische hockeyploeg bij de mannen · 1960 Flory Van Donck · 1961 Rik Van Looy · 1962 Gaston Roelants · 1963 Aureel Vandendriessche · 1964 Joël Robert · 1965 Eerste Jachtwing van de Belgische Luchtmacht · 1966 Raymond Ceulemans · 1967 Ferdinand Bracke en Eddy Merckx · 1968 Jacky Ickx · 1969 Serge Reding · 1970 Freddy Herbrand · 1971 Miel Puttemans · 1972 Karel Lismont · 1973 Roger De Coster · 1974 Paul Van Himst · 1975 Jean-Pierre Burny · 1976 Ivo Van Damme · 1977 Gaston Rahier · 1978 RSC Anderlecht · 1979 Robert Van de Walle · 1980 Belgische voetbalploeg bij de mannen · 1981 Annie Lambrechts · 1982 Ingrid Berghmans · 1983 Eddy Annys · 1984 André Malherbe · 1985 niet toegekend · 1986 William Van Dijck · 1987 Ingrid Lempereur · 1988 Eric Geboers · 1989 Michel Preud'homme · 1990 Jan Ceulemans · 1991 Jean-Michel Saive · 1992 Annelies Bredael · 1993 Vincent Rousseau · 1994 Brigitte Becue · 1995 Frédérik Deburghgraeve · 1996 Johan Museeuw · 1997 Luc Van Lierde · 1998 Ulla Werbrouck · 1999 Gella Vandecaveye · 2000 Joël Smets · 2001 Kim Clijsters en Justine Henin · 2002 Marc Wilmots · 2003 Stefan Everts · 2004 Axel Merckx · 2005 Tom Boonen · 2006 Kim Gevaert en Tia Hellebaut · 2007 4x100m-estafetteploeg voor vrouwen · 2008 niet toegekend · 2009 Philippe Gilbert · 2010 Philippe Le Jeune · 2011 Kevin Borlée · 2012 Evi Van Acker · 2013 Frederik Van Lierde · 2014 Daniel Van Buyten · 2015 4x400m-estafetteploeg voor mannen · 2016 Nafissatou Thiam · 2017 David Goffin · 2018 Nina Derwael · 2019 Belgische hockeyploeg bij de mannen · 2020 Wout van Aert · 2021 Bashir Abdi · 2022 Remco Evenepoel · 2023 Bart Swings · 2024 Lotte Kopecky
1992 Sabine Appelmans · 1993 Gella Vandecaveye · 1994 Frédérik Deburghgraeve · 1995 Johan Museeuw · 1996 Luc Van Lierde · 1997 Luc Van Lierde · 1998 Frédérik Deburghgraeve · 1999 Luc Van Lierde · 2000 Kim Clijsters · 2001 Kim Clijsters · 2002 Kim Gevaert · 2003 Marc Herremans · 2004 Kim Gevaert · 2005 Tom Boonen · 2006 Tia Hellebaut · 2007 Kim Gevaert · 2008 Tia Hellebaut · 2009 Niels Albert · 2010 Kim Clijsters · 2011 Thomas Van Der Plaetsen · 2012 Evi Van Acker · 2013 Frederik Van Lierde · 2014 Delfine Persoon · 2015 Marieke Vervoort · 2016 Greg Van Avermaet · 2017 Nina Derwael · 2018 Nina Derwael · 2019 Emma Meesseman · 2020 Wout van Aert · 2021 Bashir Abdi en Peter Genyn · 2022 Remco Evenepoel · 2023 Patrick Lefevere · 2024 Jan Vertonghen
Alaphilippe · Asgreen · Capecchi · Cavagna · Declercq · Devenyns · Evenepoel   · Gilbert · Hodeg · Honoré · Jakobsen · Jungels · Keisse · Knox · Lampaert · Martinelli · Mas · Mørkøv · Richeze · Sabatini · Sénéchal · Serry · Štybar · Vakoč · Viviani 
Alaphilippe  · Almeida · Archbold · Asgreen · Bagioli · Ballerini · Bennett · Cattaneo · Cavagna · Declercq · Devenyns · Evenepoel   · Garrison · Hodeg · Honoré · Jakobsen · Jungels · Keisse · Knox · Lampaert · Masnada · Mørkøv · Sénéchal · Serry · Steels · Steimle · Štybar · Van Lerberghe · Quinn (stagiair) · Vansevenant (stagiair)
Alaphilippe  · Almeida · Archbold · Asgreen · Bagioli · Ballerini · Bennett · Cattaneo · Cavagna · Cavendish · Černý · Declercq · Devenyns · Evenepoel · Garrison · Hodeg · Honoré · Jakobsen · Keisse · Knox · Lampaert · Masnada · Mørkøv · Sénéchal · Serry · Steels · Steimle · Štybar · Van Lerberghe · Vansevenant · Osborne (stagiair) · Van Tricht (stagiair)
Alaphilippe  · Asgreen · Bagioli · Ballerini · Cattaneo · Cavagna · Cavendish · Černý · Declercq · Devenyns · Evenepoel  · Honoré · Jakobsen  · Keisse · Knox · Lampaert · Masnada · Mørkøv · Schmid · Sénéchal · Serry · Steels · Steimle · Štybar · Svrček (vanaf 1/7) · Van Lerberghe · Van Tricht · Van Wilder · Vansevenant · Vernon · Vervaeke · Raccani (stagiair)
Alaphilippe · Asgreen · Bagioli · Ballerini · Cattaneo · Cavagna · Černý · Declercq · Devenyns · Evenepoel    · Hirt · Jakobsen  · Knox · Lampaert · Masnada · Merlier · Mørkøv · Pedersen · Schmid · Sénéchal · Serry · Steimle · Svrček · Van Lerberghe · Van Tricht · Van Wilder · Vansevenant · Vernon · Vervaeke
Alaphilippe · Asgreen · Bastiaens · Cattaneo · Černý · Evenepoel      · Gelders · Hirt · Huby · Knox · Lampaert · Lamperti · Landa · Lecerf · Magnier · Masnada · Merlier · Moscon · Pedersen · Reinderink · Serry · Svrček · Van Lerberghe · Van Wilder · Vangheluwe · Vansevenant · Vervaeke · Warlop
1996: Miguel Indurain ·
2000: Vjatsjeslav Jekimov ·
2004: Vjatsjeslav Jekimov ·
2008: Fabian Cancellara ·
2012: Bradley Wiggins ·
2016: Fabian Cancellara ·
2020: Primož Roglič ·
2024: Remco Evenepoel
1896: Aristidis Konstantinidis · 
1912: Rudolph Lewis · 
1920: Harry Stenqvist · 
1924: Armand Blanchonnet · 
1928: Henry Hansen · 
1932: Attilio Pavesi · 
1936: Robert Charpentier · 
1948: José Beyaert · 
1952: André Noyelle · 
1956: Ercole Baldini · 
1960: Viktor Kapitonov · 
1964: Mario Zanin · 
1968: Pierfranco Vianelli · 
1972: Hennie Kuiper · 
1976: Bernt Johansson · 
1980: Sergej Soechoroetsjenkov · 
1984: Alexi Grewal · 
1988: Olaf Ludwig · 
1992: Fabio Casartelli · 
1996: Pascal Richard · 
2000: Jan Ullrich · 
2004: Paolo Bettini · 
2008: Samuel Sánchez · 
2012: Aleksandr Vinokoerov · 
2016: Greg Van Avermaet ·
2020: Richard Carapaz ·
2024: Remco Evenepoel